# 金堀一男
金堀 一男（かなほり かずお、1917年6月10日 - 没年不詳）は、日本の警察官僚。

## 経歴
金堀卯太郎の三男として福岡市に生まれる。1935年福岡県中学修猷館、1937年3月旧制福岡高等学校文科乙類を経て、1941年3月東京帝国大学法学部政治学科を卒業。
東大在学中の1940年に高等試験行政科に合格し、卒業後、内務省に入省したが、2週間足らずで海軍に入隊し、海軍経理学校を出て、重巡洋艦妙高に乗り込み戦地へ赴き、その後海軍陸戦隊庶務主任、病院船主計長から、山本五十六元帥の麾下に入り、トラック島、ラバウル、ウェーク島、サイパン島と転戦、終戦時は少佐まで累進している。
戦後、内務省に復職し、栃木県岩手県の各県本省調査局、総理庁官房勤務の後、1948年3月国家地方警察福岡県本部警備部長兼警備課長となり、佐賀県警察隊長、九州管区警察局公安部長、福島県警本部長、1960年7月鹿児島県警本部長、1963年2月警察庁警備局参事官、1965年3月静岡県警本部長を経て、1966年2月兵庫県警本部長に就任。この頃、警視庁および各県警本部により、暴力団の壊滅を目的とした「第一次頂上作戦」が進められており、着任するや、警察の威信にかけて山口組に総攻撃をかけ壊滅することを宣言し、山口組を追い詰めた。1967年7月九州管区警察局長に就任。1968年9月退官。1968年11月、消防団員等公務災害補償等共済基金常務理事に就任する。